# Charles Daniel Bayley
Charles Daniel Bayley, britanski general, * 12. junij 1895, † 22. januar 1951.